# Chekon
Chekon (del ruso: Чекон) es un jútor del ókrug urbano de la ciudad-balneario de Anapa del krai de Krasnodar, en el sur de Rusia. Está situado en la orilla izquierda del río Chekon, afluente del Kubán, en las estribaciones de poniente del Cáucaso Occidental, 27 km al nordeste de la ciudad de Anapa y 116 km al oeste de Krasnodar. Tenía 1570 habitantes en 2010.
Pertenece al municipio Pervomaiskoye.